# Трантер (револвер)
Трантер модел 1853 (енгл. Tranter), британски револвер капислар из 19. века.

## Историја
Након појаве првих револвера (амерички Колт морнарички и британски Адамс) на Великој изложби у Лондону 1851, револвери су нагло постали популарно оружје међу британским официрима и цивилима за самоодбрану. Виљем Трантер био је популарни пушкар из Бирмингема, који је увидео да револвери са обарачем двоструког дејства (такозвани револвери са самонапињањем, какав је био једини британски Адамсов револвер), дају велику брзину гађања, али их снажно повлачење обарача чини непрецизним, осим из непосредне близине. Зато је 1853. патентирао нови механизам обарача двоструког дејства, две године пре револвера Бомонт-Адамс, који је решио исти проблем на нешто другачији начин.

## Карактеристике
Први модели Трантеровог револвера имали су два обарача, горњи и доњи, испод штитника за прст. Сна̟жним притиском на доњи обарач окретао се добош и запињао ороз (без ослонца за палац), а лаким притиском на горњи обарач вршило се опаљивање. Истовременим притиском на оба обарача (кажипрстом и средњим прстом) постизао се ефекат као код обарача са двоструким дејством, као код револвера Адамс, који је у то време био веома популаран у Британској империји и колонијама.
Тело револвера и цев били су из једног дела, прављени по лиценци и потпуно исти као код револвера Адамс, зашта је Трантер плаћао малу таксу на сваки револвер све до 1865, када је Адамсов патент истекао.
Добош за 5 метака се пунио спреда, барутом и куглама, које су набијане шипком на полузи монтираној са леве стране револвера (тзв. набијач Керовог типа). Ова полуга била је причвршћена клином или завртњем за рам револвера испред и испод добоша. На раним моделима ова полуга се постављала и скидала по потреби, али је убрзо причвршћена завртњем како се не би изгубила у борби.
Постојала је и мања, џепна верзија овог револвера, намењена цивилима.

## Примена у борби
До 1855. ови револвери постали су популарни међу британским официрима и имућнијим грађанима, иако су били неколико пута скупљи од старијих пиштоља капислара (спредњака) са једним метком, па су дуго остали ван домашаја обичних војника и сиромашнијих официра. Успешно су примењени у Кримском рату (1853-1856) и Индијској побуни 1857, као и од стране коњаника и официра Конфедерације током Америчког грађанског рата (1861-1865).

## Спољашњи извори
- Poinsett Armory - Tranter Action
- CRIMEAN WAR ,AMERICAN CIVIL WAR BRITISH 1853 TRANTER DUAL TRIGGER CAP AND BALL PERCUSSION PISTOL
- Tranter 1853 double-trigger revolver